# レトルトカレー

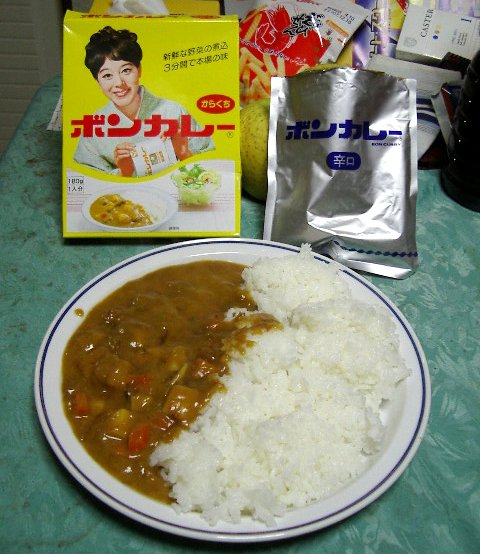
レトルトカレーを調理し炊いたご飯とともに盛り付けカレーライスを作った例。皿の左上にあるのが外箱、右上にあるのがレトルトパウチ

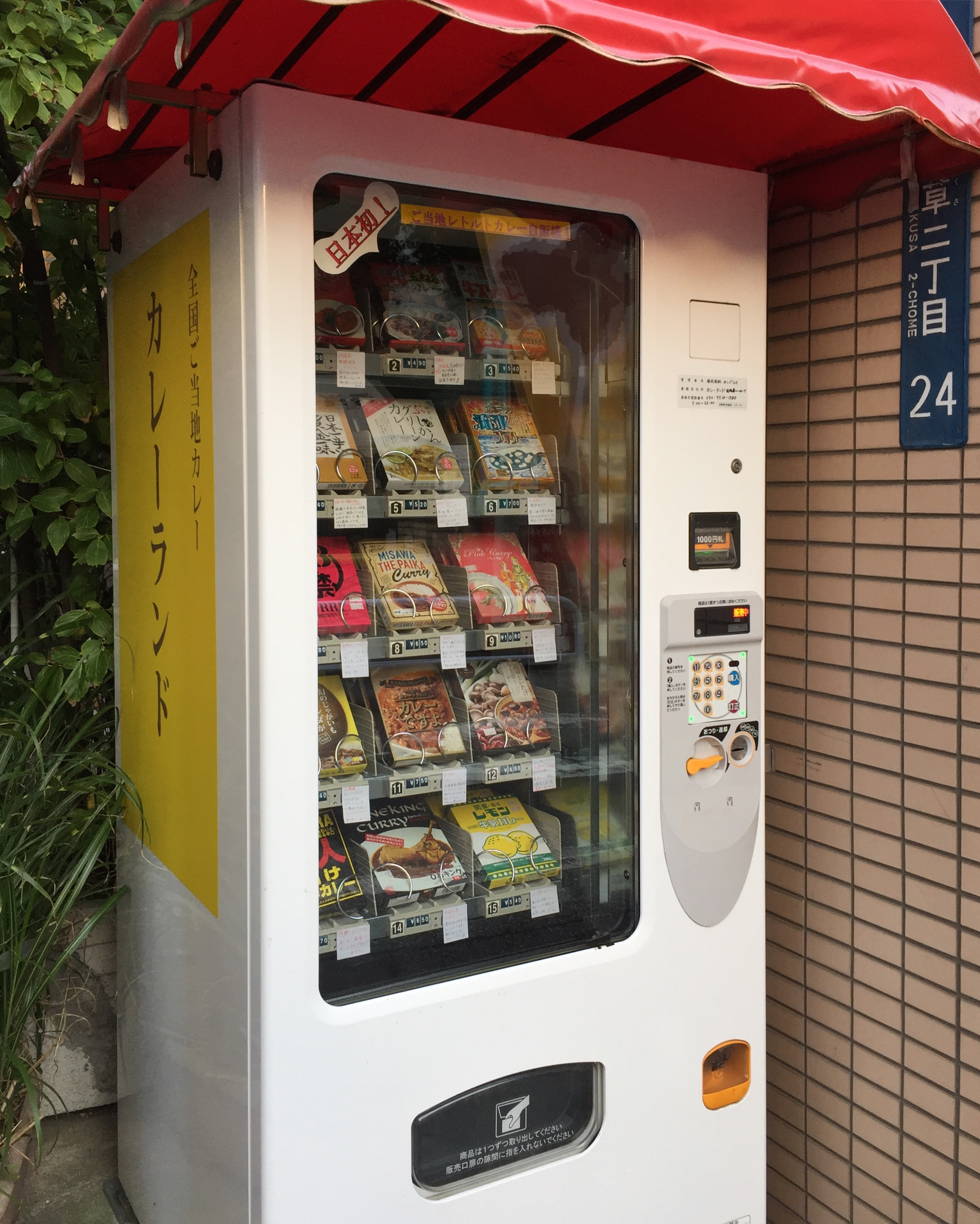
日本各地の「ご当地レトルトカレー」の自動販売機(東京)。地方限定のレトルトカレーも多い。

レトルトカレーはレトルト食品のひとつ。カレーをレトルトパウチに封入したものである。

## 概要
レトルトカレーは、3〜5分ほど湯煎するか、2分ほど電子レンジで温めて調理するだけで、一食分のカレーライスを作って食べることができる、便利な商品である。そのため、現在日本では子供から老人まで、幅広い層に日常的に利用されるに至っている。
レトルト食品には様々な種類があるが、レトルトカレーはその販売量の三分の一を占める人気商品である。カレーは味・匂いが濃いため、レトルト食品特有の「レトルト臭」が感じにくく、レトルト食品に適しているためであると考えられている。
ボンカレーやククレカレーなど、定番として30年・40年と売れ続けている商品もあるが、ほとんどの商品の寿命は短い。そのため各社は、レシピや宣伝に工夫をこらし、常に新たな商品の開発を続けている。

## 価格帯
一般的な価格帯は、約100円から約1,000円くらいまでと幅広い。よく売れているのは200円以下の商品であるが、各社がたえず新製品を投入してしのぎを削っているのは、利益率の大きい200円から400円程度の商品である。
スーパーやコンビニなどでは、100円以下のプライベートブランドの商品も次々に発売されている。これらの多くはコスト削減のため、紙パックの商品パッケージに入れられておらず、レトルトパック剥き出しのままの商品が多い。2010年代以降、300～400円程度の高級志向のプライベートブランド商品もコンビニなどで販売されるようになった。
400円以上の商品は、ホテル・レストラン・有名カレー店などのブランド商品や、凝った内容のメーカーオリジナル商品などが多い。ごく少数ではあるが、厳選した食材を利用している1,000円以上の商品もある。2010年代以降のご当地レトルトカレーの中には、2,000円を超えるものも現れている。
基本的にコスト面から、価格の安い商品にはあまり肉・野菜などの大きな具が入らず、価格が高くなるにつれて具が大きく豪華になる傾向にある。200円以下の低価格商品では、高価格なレトルトカレーで使用された後の「野菜の切れ端」が利用されるなどして、低コストを実現している。

## レトルトカレーの歴史

### レトルトパウチの誕生
レトルトパウチ食品は、もともとアメリカ陸軍の補給部隊研究開発局により開発された。缶詰の重さや、空缶処理の問題を改善するのが狙いで、缶詰にかわる軍用携帯食として開発したのが始めである。その後、NASAのアポロ計画において「宇宙食」として採用されたことから、多くの食品メーカーに注目される。
だが、米国では当時、すでに一般家庭に冷凍冷蔵庫が普及しており、各種の冷凍食品が発売されていたことから、当時はまったく普及しなかった。これには、パッケージの貼り合わせに接着剤を用いていたために、食品医薬品局からの認可が下りなかったのも原因の一つである。

### レトルトカレーの登場
1968年2月、大塚食品が世界初の市販レトルト食品『ボンカレー』を阪神地区で限定発売した。関連会社の大塚製薬が持っていた点滴液の加圧加熱の殺菌技術を応用することで、他社に先駆けて開発に成功したといわれている。しかし当初は半透明パウチを使っていたため、賞味期限が数ヶ月と短かった。
その後、パウチ素材にアルミ箔を使うことで賞味期限を大幅に延ばした新パウチを開発し、1969年5月から全国発売を始めた。はじめはなかなか消費者に受け入れられなかったが、しだいに浸透し、1972年に放送されたテレビコマーシャルの「3分間待つのだぞ」という笑福亭仁鶴によるセリフは流行語にもなった。
他社もつぎつぎにレトルトカレー市場に参入したが、そのなかでも注目すべき成功をおさめた製品は1971年発売のハウス食品の『ククレカレー』である。同製品のテレビコマーシャルで使われたキャッチコピー「おせちもいいけどカレーもね！」（1976年から数年間、年末年始に放送された。CMキャラクターはキャンディーズ→近藤真彦）は広く浸透し、レトルトカレー市場の拡大に貢献した。

### ターゲット商品・タイアップ展開
1985年にエスビー食品から、幼児向けの甘口カレーとして人気を得ていた即席カレールーの『カレーの王子さま』のレトルト版が発売された。さらに1986年には江崎グリコから「激辛好きの大人」をターゲットにした『LEE』が発売され、それぞれ成功をおさめた。これらは特定の年代・嗜好のユーザーにターゲットを絞って成功した商品の例である。
幼児向けカレーの分野では、「それいけ!アンパンマン」「ドラえもん」「ポケットモンスター」「妖怪ウォッチ」「プリキュアシリーズ」などの人気アニメとタイアップした商品も次々に販売されている。また、ドラマやゲームとタイアップした商品も、期間限定ではあるが発売されており、作品のファンからは好評を得ている。
話題となるカレーのレトルト版は、すぐに発売されることが多い。特に「ご当地カレー」など、さまざまな種類のレトルトカレーが発売されている。朝食や弁当のごはんに掛ける、ミニサイズで温める必要のない商品も販売されている。

### 電子レンジ対応のレトルトカレー

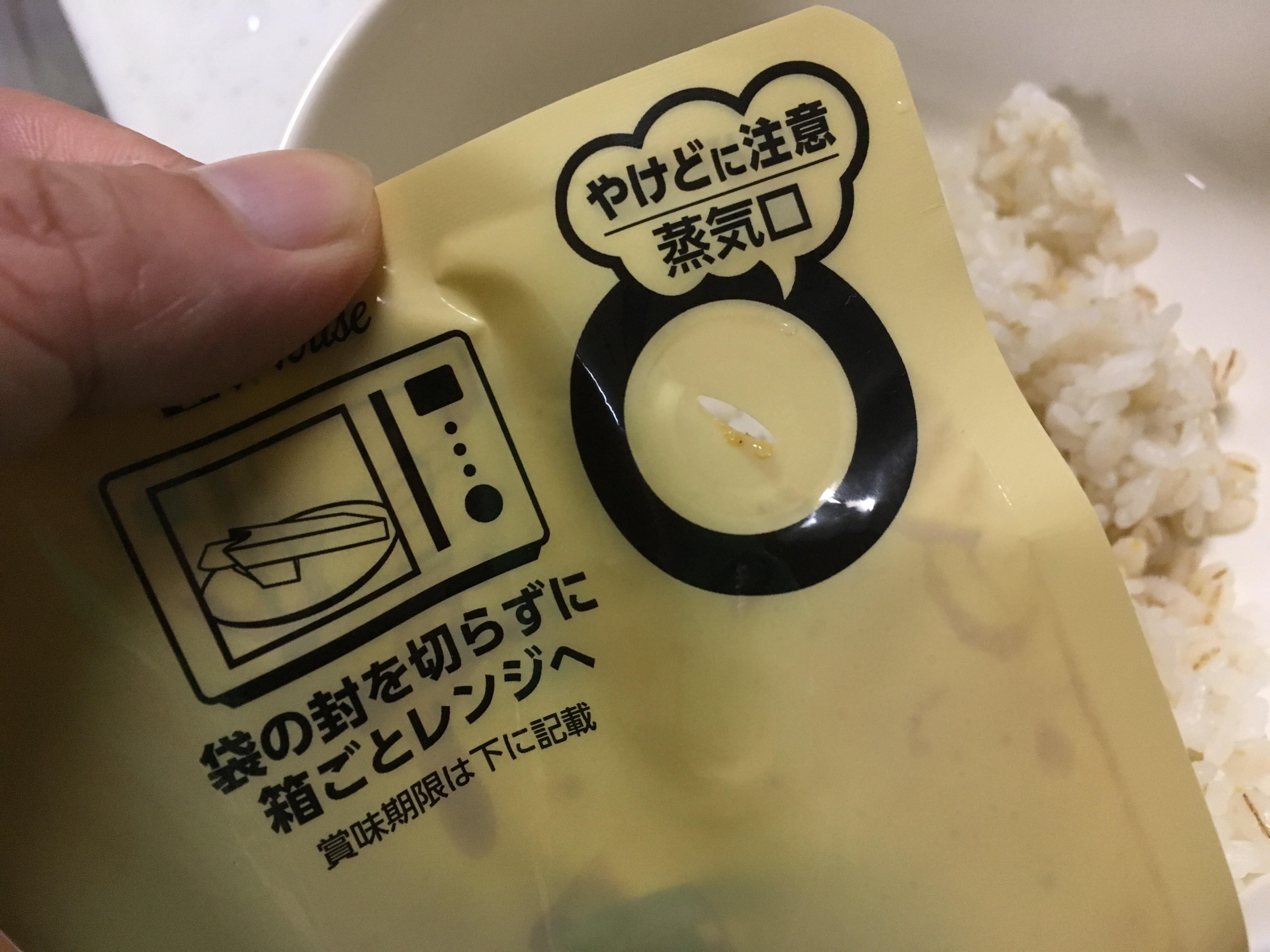
電子レンジ対応のレトルトカレー

2003年に大塚食品から、世界初の「電子レンジで温められるレトルトカレー」が発売された。発売当初はボンカレーのみが採用していたが、次第に競合他社のレトルトカレーでも採用されるようになった。
企画段階において当初は、新包装における安全面の理由や、器に移してラップをして電子レンジで加熱すればいいという理由で、周囲のほとんどの者から反対されたという。しかし、1990年代の電子レンジの普及率は95～98％を超えており、電子レンジ調理は時代の流れから必然であると考えて、開発が進められた。
中華丼の具などを入れる冷凍食品用のパウチを元にして、AOP（Auto Open Pouch）という、レンジ加熱して袋の中の圧力が高まると、フラップが自動的に開いて水蒸気を出して、内部の熱が一定以上にならない構造になっている。それゆえ一度加熱すると保存が利かなくなるので、加熱したら使い切らなければならない。また、業務用電子レンジでの使用は想定していないため、出力700W以上で加熱してはならない。なお、従来通り湯煎での加熱もできるが、その場合鍋に蓋をしてはならない。
箱の上部を開けてパウチ自体は箱に収めたまま加熱するようなっており、蒸気口からの蒸気がフラップにあたり電子レンジを汚すことなく、安全に取り扱うことができるようになっている。また、湯煎と電子レンジ加熱とで、加熱に要するコストと環境負荷は、どちらも電子レンジ加熱のほうが低く環境に優しいという。

## レトルトカレー市場
2013年の富士経済のデータによると、レトルトカレー市場は759億円であり、即席カレールー市場の751億円をわずかに上回っている。
上記とは別データで、シチュー・ハヤシを含む売上になるが、90年代から右肩上がりに市場拡大しており、1990年には約550億円だったが、2000年には約850億円、2010年には約1000億円となっている。
レトルトカレーの生産量の推移は、1970年には約20トン、1980年には約65トン、1990年には約150トン、2000年には約250トン、2010年には約320トン、2015年には約350トンとなっており、生産量16倍以上になっている。

### 企業ごとの市場シェア
2013年のレトルトカレー市場の企業ごとの市場シェアは、下記の通りである。
- 1位 ハウス食品 (23.5％)
- 2位 エスビー食品 (15.7％)
- 3位 大塚食品 (8.3％)
- 4位 明治 (5.8％)
- 5位 ニチレイフーズ (4.7％)

集計方法は異なるが、2020年の「レトルトカレー購入商品（過去1年間、メーカー別集計）」では、ハウス食品の圧倒的な強さと、上位5大メーカーへの集中が見て取れる。
- 1位 ハウス食品 (64.2％)
- 2位 大塚食品 (31.2％)
- 3位 明治 (30.7％)
- 4位 江崎グリコ (27.8％)
- 5位 エスビー食品 (27.6％)
- 6位 日本ハム (16.5％)
- 7位 イオン トップバリュ (15.3％)
- 8位 無印良品 (8.7％)
- 9位 宮城製粉 (7.8％)
- 10位 ハチ食品 (7.2％)
- 11位 永谷園 (6.4％)
- 12位 セブン＆アイ ホールディングス (5.3％)
- 13位 丸美屋 (4.9％)
- 14位 いなば食品 (3.3％)
- 15位 その他/不明 (15.7％)
- 16位 覚えていない (2.3％)

2020年の同報告による年代別データからは、小さな子ども用に購入する家庭では「永谷園」「丸美屋」が突出して高い…との報告もある。

### 商品シェア
2022年の商品シェアは、下記の通りである。低価格路線の「咖喱屋カレー」と、中価格路線の「ボンカレー」が、トップ10のうち8割のシェアを奪っており、そこに食い込むため熾烈な市場競争が行われていることがうかがえる。
- 1位 	咖喱屋カレー 中辛 180g 	ハウス食品　(93円、市場シェア8.24%、リピート率18.67%、前年1位)
- 2位 	ボンカレー ゴールド 中辛 180g 	大塚食品　(124円、市場シェア5.51%、リピート率16.58%、前年2位)
- 3位 	咖喱屋カレー 辛口 180g 	ハウス食品　(93円、市場シェア3.87%、リピート率17.86%、前年3位)
- 4位 	咖喱屋カレー ハヤシ 180g 	ハウス食品　(93円、市場シェア3.79%、リピート率17.43%、前年4位)
- 5位 	銀座カリー 中辛 180g 	明治　(174円、市場シェア3.08%、リピート率19.04%、前年6位)
- 6位 	ボンカレー ゴールド 甘口 180g 	大塚食品
- 7位 	ボンカレー ゴールド 辛口 180g 	大塚食品
- 8位 	咖喱屋カレー 大辛 180g 	ハウス食品
- 9位 	咖喱屋カレー 甘口 180g 	ハウス食品
- 10位 	アンパンマン ミニパックカレー ポークあまくち 100g 	永谷園

### ユーザーの購入重視点
2020年における、ユーザーが購入時に重視しているポイントを挙げる。
- 1位 　価格　(64.9％)
- 2位 	自分の好みの味　(53.4％)
- 3位 	辛さ　(44.1％)
- 4位 	内容量　(25.6％)
- 5位 	メーカー　(25.5％)
- 6位 	具材　(24.5％)
- 7位 	定番商品　(19.8％)
- 8位 	家族の好みの味　(14.6％)
- 9位 	調理方法　(13.5％)
- 10位 	子供の好みの味　(10.8％)
- 11位 	素材・添加物　(10.3％)
- 12位 	パッケージの文言・写真　(9.1％)
- 13位 	珍しい味・シリーズ　(6.6％)
- 14位 	クチコミ・評判　(3.9％)
- 15位 	子供が好きなパッケージ・キャラクター　(3.7％)
- 16位 	CM・広告　(2.9％)
- 17位 	その他　(1.0％)
- 18位 	特にない・分からない　(2.0％)

## 書籍
- 水野仁輔『レトルトカレー・図鑑』　ブルースインターアクションズ、2006年4月　ISBN 486020171X
- 宮内見「日本全国レトルトカレーの旅　ご当地レトルトカレーを食べつくせ」シリーズ（あの出版）2014年10月〜